# Radu Ghinguleac
Radu Adrian Ștefan Ghinguleac (* 23. Februar 1981 in Bukarest) ist ein rumänischer Fußballschiedsrichterassistent.
Ghinguleac ist (mindestens) seit der Saison 2007/08 Schiedsrichterassistent in der rumänischen Liga 1 und hat seitdem rund 357 Ligaspiele geleitet (Stand Oktober 2022).
Seit 2010 steht er als Schiedsrichterassistent auf der Liste der FIFA-Schiedsrichter und ist an der Spielleitung internationaler Fußballspiele beteiligt.
Als Schiedsrichterassistent von Ovidiu Hațegan leitete Ghinguleac (gemeinsam mit Sebastian Gheorghe) zwei Partien bei der Europameisterschaft 2021.
Seit der Saison 2011/12 leitete er bereits 15 Spiele in der Europa League sowie seit der Saison 2021/22 bisher zwei Spiele in der Champions League. 